# Phobetes
Phobetes is een geslacht van insecten uit de orde vliesvleugeligen (Hymenoptera) en de familie Ichneumonidae.

## Soorten
- P. abbreviator (Aubert, 1963)
- P. albiannularis Sheng & Ding, 2012
- P. alexi Gauld, 1997
- P. alpinator Aubert, 1976
- P. atomator (Muller, 1776)
- P. atricoxator Aubert, 2007
- P. bienvenidai Gauld, 1997
- P. caligatus (Kriechbaumer, 1894)
- P. cerinostomus (Gravenhorst, 1829)
- P. contrerasi Gauld, 1997
- P. chrysostomus (Gravenhorst, 1820)
- P. dauricus Kasparyan, 2007
- P. egregius (Davis, 1897)
- P. erasi Gauld, 1997
- P. eulogioi Gauld, 1997
- P. femorator (Thomson, 1894)
- P. floryae Gauld, 1997
- P. fuscicornis (Holmgren, 1856)
- P. guilleni Gauld, 1997
- P. henanensis Sheng & Ding, 2012
- P. hidalgoi Gauld, 1997
- P. inversus (Teunissen, 1953)
- P. khualaza Kasparyan, 2007
- P. latipes (Thomson, 1894)
- P. leptocerus (Gravenhorst, 1820)
- P. liopleuris (Thomson, 1889)
- P. maltezi Gauld, 1997
- P. meridionellator (Aubert, 1966)
- P. nigriceps (Gravenhorst, 1829)
- P. nigriventris (Teunissen, 1953)
- P. nitidithorax (Strobl, 1901)
- P. pastranai Gauld, 1997
- P. petiolator Kasparyan, 2007
- P. platycampi Kasparyan, 2007
- P. rufigaster (Provancher, 1886)
- P. rufipes (Thomson, 1894)
- P. sapporensis (Uchida, 1930)
- P. sauteri (Uchida, 1932)
- P. splendidissimus (Strobl, 1903)
- P. striatus (Davis, 1897)
- P. szepligetii (Kiss, 1924)
- P. taihorinensis (Uchida, 1932)
- P. thomsoni (Schmiedeknecht, 1913)
- P. uniformis (Provancher, 1879)